# Jimmy Marín
Jimmy Marín Vílchez (ur. 8 października 1997 w San José) – kostarykański piłkarz grający na pozycji lewego pomocnika w rosyjskim klubie FK Orenburg.